# ニチリンヤナギクラゲ
ニチリンヤナギクラゲ（Chrysaora melanaster）は、ヤナギクラゲ属に属するクラゲの一種。キタノアカクラゲともいう。近縁のアカクラゲと混同されていたが、触手の数などで別種と判断できる。現在も水族館ではアカクラゲと混同されることがある。

## 分布と生息地
北極海やベーリング海、北太平洋に分布。生息水深は100 m以下。気候変動により個体数は増加している。

## 形態
傘の直径は60 cmに達し、触手を含めた全長は3 mに達する。触手の数は最大24本。傘には放射状の模様がある。触手には毒があり、刺されると皮膚炎を起こすことがある。

## 生態
カイアシ類、オタマボヤ綱、小魚、動物プランクトンを捕食する。シロイトダラは本種の獲物であると同時に、競合相手でもある。寿命は不明。

## 人との関わり
室蘭水族館では日本初の繁殖に成功した。傘の模様から仮称として「ニチリンヤナギクラゲ」と呼ばれ、その後北にすむアカクラゲということで、「キタノアカクラゲ」という名前が提唱された。